# Kennedy et moi
Pour plus de détails, voir Fiche technique et Distribution.
Kennedy et moi est un film français réalisé par Sam Karmann, sorti en 1999. Il s'agit d'une adaptation du roman homonyme de Jean-Paul Dubois paru en 1996.

## Synopsis
Simon Polaris (Jean-Pierre Bacri) est un écrivain qui a perdu l'inspiration. Apathique et désabusé, il ne fait plus rien de ses journées. Il constate que son épouse Anna (Nicole Garcia) le trompe et il ne supporte plus ses enfants Alice et Thomas. Il brûle le fauteuil sur lequel il a écrit ses « douze livres médiocres » et achète un revolver. Il se rend une dernière fois chez son psychanalyste, où il est intrigué par un objet que le médecin a toujours tenu précieusement dans sa poche durant toutes les séances : c'est la montre Hamilton qu'aurait portée John Kennedy le jour de son assassinat.

## Fiche technique
- Titre : Kennedy et moi
- Réalisation : Sam Karmann
- Scénario : Jean-Paul Dubois et Sam Karmann, d'après le roman homonyme de Jean-Paul Dubois paru en 1996
- Musique : Pierre Adenot
- Photographie : Guillaume Schiffman
- Décorateur de plateau : Aline Bonetto
- Directrice de casting : Jeanne Biras
- Sociétés de production :  Canal+, SOFICA Cofimage 10, Elizabeth Films
- Pays de production :  France
- Genre : comédie dramatique
- Durée : 86 minutes
- Dates de sortie :
  - France : 22 décembre 1999
  - Belgique : 29 décembre 1999

## Distribution
- Jean-Pierre Bacri : Simon Polaris, écrivain ayant perdu l'inspiration
- Nicole Garcia : Anna Polaris, épouse de Simon, orthophoniste
- Patrick Chesnais : Paul Gurney, éditeur de Simon
- Sam Karmann : Dr Robert Janssen, amant d'Anna, otorhinolaryngologiste
- François Chattot : Victor Kuriakhine, psychanalyste de Simon
- Éléonore Gosset : Alice Polaris, fille ainée de Simon et Anna, dentiste
- Lucas Bonnifait : Thomas Polaris, fils de Simon et Anna
- Stéphane Höhn : Thibaut Brentano, dentiste, compagnon puis fiancé d'Alice
- Bruno Raffaelli : Docteur Munthe, dentiste
- Francine Bergé : Lydia Brentano, mère de Thibaut, veuve
- Jean-Claude Brialy : Benny Grimaldi, ami de la famille Brentano
- Patrick Bonnel : le fils Dantiac
- Jean-Philippe Andraca : le dépanneur automobile
- Lucien Grisel : le vieil homme